# Клепчарек, Пётр
Пётр Клепчарек (пол. Piotr Klepczarek; 13 августа 1982, Лодзь, Польша) — польский футболист, полузащитник.

## Биография

### Клубная карьера
Выступал за молодёжные команды «Лодзь» и УКС СМС. Начал профессиональную карьеру в клубе «Лодзь», после выступал за команду «Уния» из города Яниково. Затем провёл один год за «Куявяк» из Влоцлавека и провёл 29 матчей в которых забил 3 гола.
Летом 2005 года перешёл в «Белхатув». 5 августа 2005 года дебютировал в чемпионате Польши в матче против варшавской «Легии» (0:3), Клепчарек вышел на 63 минуте вместо Яцека Попека. В команде он играл на протяжении полутора года и сыграл 29 матчей и забил 3 мяча.
Позже Клепчарек непродолжительное время выступал за плоцкую «Вислу», УКС СМС и снова «Белхатув». Первую половину сезона 2009/10 провёл в «Лодзе», клуб выступал в Первой лиге Польши, тогда Пётр сыграл за Лодзь в 17 матчах. Зимой 2010 года он перешёл в «Ягеллонию». По итогам сезона он вместе с командой стал обладателем Кубка Польши.
В январе 2011 года прибыл на просмотр в симферопольскую «Таврию». Позже появилась неофициальная информация о том, что Клепчарек перешёл в «Таврию» на правах свободного агента и подписал двухлетний контракт. 21 февраля 2011 года «Таврия» подтвердила переход Клепчарека, он подписал контракт по схеме «1+1».

## Достижения
- Обладатель Кубка Польши (1): 2009/10